# Antocòrids

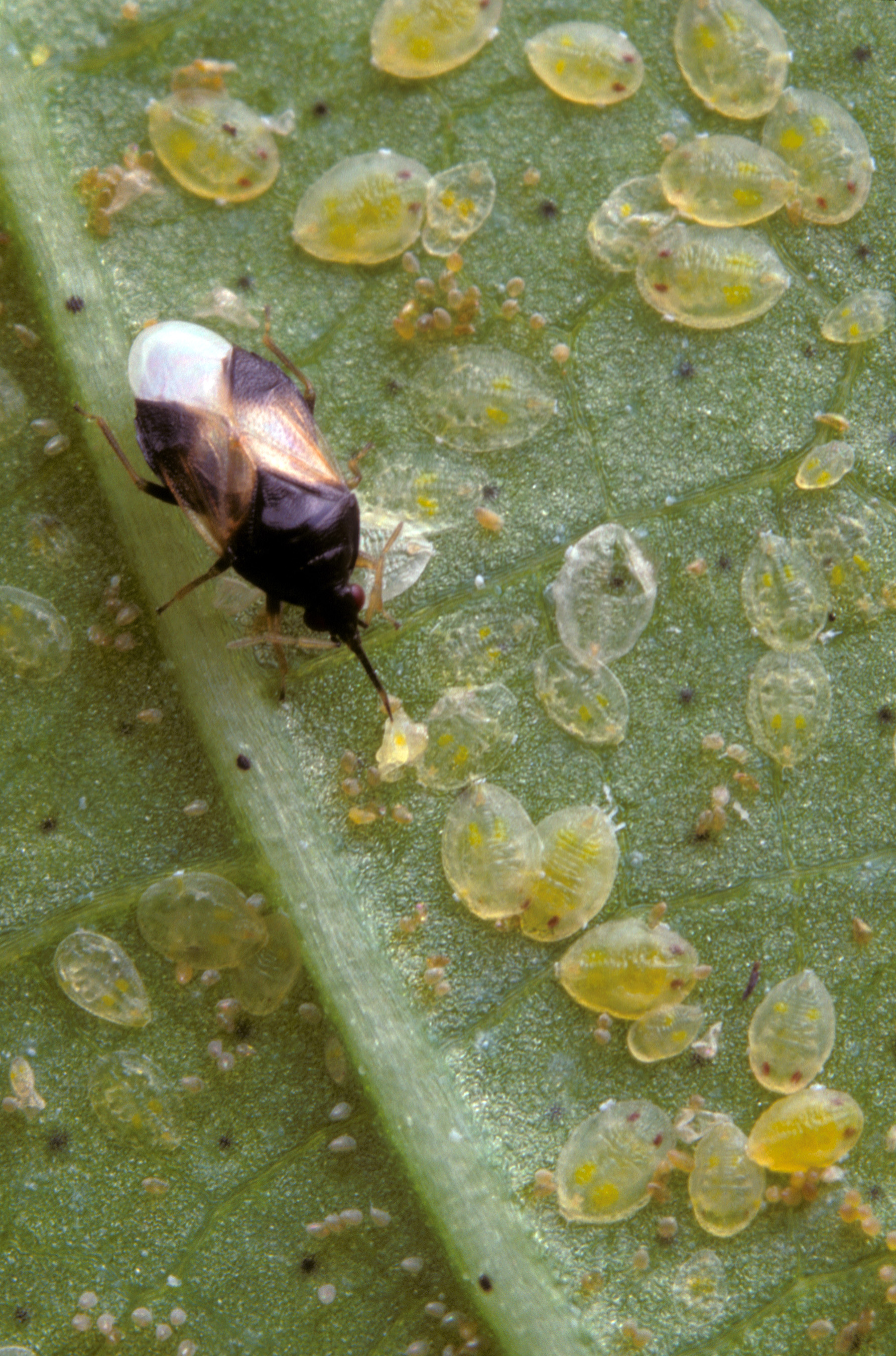
Orius insidiosus depredant nimfes de mosca blanca

Els antocòrids (Anthocoridae) son una família d'hemípters heteròpters de l'infraordre Cimicomorpha, de mida petita, la majoria mesuren 2–5 mm i solen ser depredadors. Depreden les seues preses mitjançant el seu estilet. Els antocòrids més comuns pertanyen als gèneres Anthocoris i Orius.

## Història natural
Els antocòris usen el seu aparell bucal picador-xuclador per a penetrar al cos de les seues preses i alimentar-se dels fluids interns d'aquestes. Tant la nimfa com l'adult són depredadors actius. S'alimenten d'àfids, psíl·lids, psocòpters, i dels ous de diversos tipus d'insectes (lepidòpters, himenòpters, etc.).

Les nimfes són allargades, grogues o ataronjades (enfosquint-se segons avança el seu estadi de desenvolupament) i de cos relativament pla, atenent a l'espècie i el sexe, ales desenvolupades però curtes, i antenes amb quatre artells. Certes espècies tenen la capacitat de reconèixer compostos volàtils de les plantes atacades per les seues preses, i així pondre els ous sobre o dins de les fulles, assegurant-se que la seua progènie té aliment per a desenvolupar-se. Una vegada ixen de l'ou les larves detecten les preses per l'olfacte i el tacte.
Hivernen en forma d'adults, en les escletxes dels arbres preferentment, encara que també ho fan en altres llocs. Al començament de la primavera, eixen a l'exterior per iniciar el seu cicle biològic. Tenen entre 2 i 3 generacions per any.

## Gèneres
- Acompocoris
- Alofa
- Amphiareus
- Anthocoris
- Calliodis
- Cardiastethus
- Coccivora
- Dufouriellus
- Elatophilus
- Lasiochilus
- Lyctocoris
- Macrothacheliella
- Melanocoris
- Nidicola
- Orius
- Paratriphleps
- Physopleurella
- Plochiocoris
- Scoloposcelis
- Solenonotus
- Temnostethus
- Tetraphleps
- Xylocoris